# Municipalità di Derwent Valley
La municipalità di Derwent Valley è una delle 29 local government areas che si trovano in Tasmania, in Australia. Essa si estende su di una superficie di 4.111 chilometri quadrati ed ha una popolazione di 9.692 abitanti. La sede del consiglio si trova a New Norfolk.